# Lee Tae-seok
Lee Tae-seok (koreanisch 이태석; * 28. Juli 2002 in Seoul) ist ein südkoreanischer Fußballspieler.

## Karriere

### Verein
Lee begann seine Karriere bei Seoul e-Paran, 2014 spielte er beim Lee Eul-yong FC. Zur Saison 2015 wechselte er in die Jugend des FC Seoul. Zur Saison 2021 rückte er in den Profikader des Hauptstadtklubs. Sein Debüt in der K League 1 gab er im April 2021 gegen die Suwon Samsung Bluewings. In seiner ersten Spielzeit kam er zu 19 Einsätzen im südkoreanischen Oberhaus. In der Saison 2022 absolvierte er 27 Partien, in der Saison 2023 kam er zu 30 Einsätzen.
Nach weiteren 13 Einsätzen in der Saison 2024 wechselte Lee im Juli 2024 zum Ligakonkurrenten Pohang Steelers. Für Pohang lief er bis Saisonende zwölfmal auf, mit dem Verein wurde er 2024 Cupsieger. In der Saison 2025 absolvierte der Verteidiger 22 Partien, ehe er im August 2025 zum österreichischen Bundesligisten FK Austria Wien wechselte, bei dem er einen bis 2029 laufenden Vertrag erhielt.

### Nationalmannschaft
Lee nahm 2018 mit der südkoreanischen U-16-Auswahl an der Asienmeisterschaft teil. Beim Turnier kam er zu fünf Einsätzen, mit Südkorea schied er im Halbfinale aus. Durch dieses Abschneiden war die U-17-Mannschaft im folgenden Jahr für die WM qualifiziert. Für diese wurde Lee wieder nominiert, er kam in vier Spielen zum Einsatz. Südkorea schied im Viertelfinale aus.
Lee nahm 2024 mit der U-23-Auswahl an der Asienmeisterschaft teil. Bei dieser schied er mit Südkorea im Viertelfinale aus, Lee absolvierte alle vier Partien seines Landes. Im November 2024 debütierte er in einem WM-Qualifikationsspiel gegen Kuwait im A-Nationalteam.

## Persönliches
Sein Vater Lee Eul-yong (* 1975) war ebenfalls Fußballspieler und Teil der südkoreanischen Nationalmannschaft, die 2002 bei der Heim-WM den vierten Platz belegte.